# Aurus Arsenal
Aurus Arsenal (рус. А́урус Арсена́л) — российский микроавтобус, минивэн высшего и представительского класса, выпускаемый ФГУП «НАМИ» в Москве. Первый новый отечественный автомобиль такого плана впервые с момента появления микроавтобуса ЗИЛ-118 (119) «Юность», от которого отличается капотной компоновкой ― вместо вагонной, обусловленной современными нормами пассивной безопасности.
Автомобиль создан в рамках проекта «Кортеж» по созданию автомобилей представительского класса для поездок президента России. Название выбрано по названию Арсенальных башен Московского Кремля.
Впервые минивэн на улицах Москвы был замечен в мае 2018 года.
Один из первых экземпляров минивэна исполненный в бронированной версии помимо ФСО передан в Минобороны России.

## Внешний вид и характеристики
Минивэн Aurus Arsenal имеет такую же радиаторную решётку как и седан Aurus Senat, но собственные фары. Отличительной особенностью Aurus Arsenal являются задние стойки: они широкие снизу, узкие вверху и имеют обратный наклон. Отличается капотной компоновкой, а не вагонной, что позволяет размещать двигатели больших габаритных размеров.
Автомобиль оснащён гибридной силовой установкой, состоящей из бензинового мотора V8 4.4 (598 л. с.), и девятиступенчатой автоматической коробки передач с встроенным электродвигателем (с номинальной отдачей в 38 л. с. и пиковой в 63 л.с.).